# Algers spårväg
Algers spårväg (arabiska: ترامواي الجزائر العاصمة, Tramwāy al-Jazā'ir al-`Āṣimah) öppnades för trafik 8 maj 2011. 

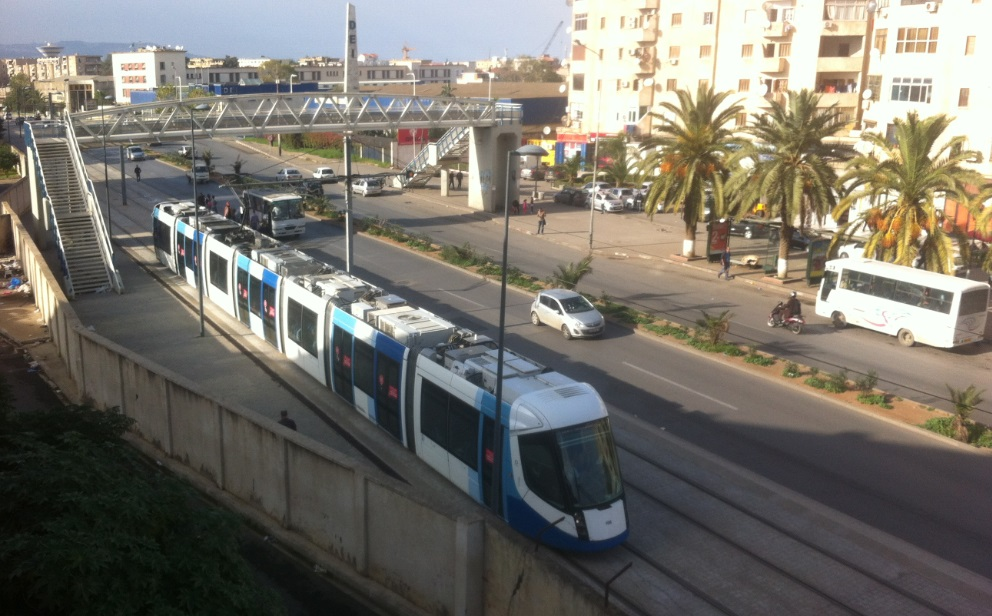
Spårvägen vid Bekri Boguerra aveny